# U-415
U-415 — средняя немецкая подводная лодка типа VIIC времён Второй мировой войны.

## История
Заказ на постройку субмарины был отдан 15 августа 1940 года. Лодка была заложена 12 июля 1941 года на верфи Данцигер Верфт в Данциге под строительным номером 116, спущена на воду 9 мая 1942 года. Лодка вошла в строй 5 августа 1942 года под командованием оберлейтенанта Курта Нейде.

### Командиры
- 5 августа 1942 года — 16 апреля 1944 года капитан-лейтенант Курт Нейде
- 17 апреля 1944 года — 14 июля 1944 года оберлейтенант цур зее Герберт A. Вернер

### Флотилии
- 5 августа 1942 года — 28 февраля 1943 года — 8-я флотилия (учебная)
- 1 марта 1943 года — 14 июля 1944 года — 1-я флотилия

### История службы
Лодка совершила 7 боевых походов. Потопила одно судно водоизмещением 4917 брт и один военный корабль водоизмещением 1340 тонн. Повредила одно судно водоизмещением 5486 брт.
14 июля 1944 года подорвалась на мине и затонула у гавани Бреста, Франция, к западу от противоторпедных сетей, в районе с координатами 48°24′ с. ш. 04°30′ з. д.. 2 человека погибли.
Последний командир лодки Герберт Вернер оставил мемуары под названием «Стальные гробы». Не все факты, приведенные в книге, подтверждаются данными из авторитетных источников, в частности, вызывает большие сомнения описанный Вернером апрельский (1944 г.) поход U-415.

### Волчьи стаи
U-415 входила в состав следующих «волчьих стай»:
- Seeteufel 21 — 30 марта 1943
- Meise 20 — 27 апреля 1943

### Атаки на лодку
- 1 мая 1943 года на возвращающуюся на базу лодку сбросил шесть глубинных бомб британский самолёт типа «Галифакс». Лодка получила тяжёлые повреждения. В тот же день, пару часов спустя, лодку безуспешно атаковал австралийский самолёт типа «Сандерленд». Вечером того же дня британский самолёт типа «Уитли» сбросил на погружающуюся U-415 шесть глубинных бомб, безуспешно, а потом ещё две, серьёзно повредившие лодку.
- Вечером 14 июня 1943 года британский самолёт типа «Уитли» обнаружил группу из трёх выходящих с базы лодок (U-159, U-415 и U-634), и вместо атаки доложил на базу. Когда лодки погрузились, он сбросил четыре бомбы на U-415, которая избежала повреждений.
- 24 июля 1943 года в ходе атаки конвоя у берегов Тринидада лодка была атакована корветом, но смогла ускользнуть.
- 30 октября 1943 года атаковавший лодку британский самолёт типа «Веллингтон» был сбит, весь его экипаж погиб.
- Ночью 5 января 1944 года британский самолёт типа «Галифакс» безуспешно сбросил шесть глубинных бомб на U-415. Лодка ответила зенитным огнём и ушла от преследования экстренным погружением.
- 16 марта 1944 года лодка была атакована эскортными кораблями и самолётом при атаке большого конвоя CU-17. Сильные повреждения заставили лодку вернуться на базу.
- 7 июня 1944 года U-415 была повреждена атакой британского самолёта типа «Веллингтон». Атаковавший её позднее в тот же день самолёт типа «Либерейтор» был сбит.